# 班納鎮區 (伊利諾伊州埃芬漢縣)
班納鎮區（英語：Banner Township）是位於美國伊利諾伊州埃芬漢縣的一個行政鎮區。

## 地方資料
根據2010年美國人口普查的數據，班納鎮區的面積為46.70平方千米，當中陸地面積為46.70平方千米，而水域面積為0.00平方千米。當地共有人口452人，而人口密度為每平方千米9.68人。